# The Cross of Changes
The Cross of Changes é um álbum do projeto Enigma.
Em 1993, Michael Cretu, mentor do projeto musical Enigma recebeu a proposta de compor a trilha sonora completa do filme "Invasão de Privacidade" mas, no momento, estava desenvolvendo o segundo álbum do Enigma e estava impossibilitado de aceitar a oferta. Porém, entrega as músicas “Carly´s Song” e “Carly´s Loneliness”, temas para a personagem Carly interpretada pela atriz Sharon Stone.
Logo em seguida, "The Cross of Changes" (A Cruz das Mudanças, ou Cruzamento das Mudanças) foi lançado e vendeu 6 milhões de cópias em um ano. Com o Hit "Return to Innocence". Este foi o álbum com mais faixas utilizadas em campanhas publicitárias e filmes, sendo utilizado pela última vez no filme "Matrix", em 1999, a música "The Eyes of Truth". Cretu se deixou influenciar desta vez pelos ritmos hindus, inserindo cantos de lamento, que remetiam a paisagens e orações indianas.
O grupo criou impacto com a canção Return to Innocence. Este tema, particularmente forte, chama-nos a atenção para o que é o ciclo da vida na Terra, principalmente dos Seres Humanos que, devem sempre aproveitar a vida ao máximo, sem ter preocupações desnecessárias; assim refere a letra. O próprio título e refrão da canção refere como devemos sempre mantermo-nos com um pouco de inocência, pois esta purifica a vida.
O canto inicial da música é um canto típico dos ameríndios, cujo entoavam em cerimónias fúnebres. O acorde de bateria que acompanha a maior parte da música é tirado da canção When the Levee Breaks, dos Led Zeppelin.
Mais tocante é o videoclipe que, ao contrário do habitual, não mostra os elementos da banda a tocar em algum momento. Este consiste numa curta-metragem que conta a história de uma vida humana entre os seus extremos, o nascimento e a morte, com os seus momentos mais relevantes. A principal particularidade do filme é o facto de a história ser contada do fim para o princípio; ou seja, iniciando-se na morte do personagem principal e, terminando no nascimento. É mostrada a vida de um agricultor que, morre de velhice enquanto colhia fruta na sua propriedade, seguindo dos momentos em que tratava da mesma juntamente com a sua esposa, se divertia de vez em quanto com amigos,  ensinava o seu filho a trabalhar no campo, casou, começou a namorar, aprendeu a arte do campo com o seu pai, foi baptizado e, por fim, nasceu.  As próprias imagens são igualmente reproduzidas em rewind, da frente para trás. Pode afirmar-se que a acção se desenrola em finais do século XIX, inícios do século XX. Estes efeitos aguçam ainda mais a mensagem que a canção nos transmite; o facto de a nossa vida ser levada sempre em perspectiva alegre, sempre maior quando somos novos; mas sem nunca esquecer que um dia terminamos a nossa passagem pela Terra.
O videoclpe foi criado e realizado por Julian Temple, realizador britânico. Ter-se-á baseado no filme soviético Earth, de 1930, realizado por Alexander Dovzhenko.
As imagens foram fimadas num povoado rural junto ao mar, na Andaluzia, Espanha, na província de Málaga. É retratado o típico modo da vida campestre espanhola, no período pré-guerra civil.

## Informações do Album
- Cretu utilizou samples do Led Zeppelin. Um sample da voz de Robert Plant está na faixa "I Love You...I'll Kill You".
- Ocupou a 9ª posição na Billboard 200.
- O álbum vendeu 6 milhões de cópias mundialmente;

## Faixas

### Álbum original
1. "Second Chapter" (Curly M.C.) – 2:16
2. "The Eyes of Truth" (Curly) – 7:13
3. "Return to Innocence" (Curly / Kuo Ying-nan / Kuo Hsiu-chu) – 4:17
4. "I Love You … I'll Kill You" (Curly, David Fairstein) – 8:51
5. "Silent Warrior" (Curly) – 6:10
6. "The Dream of the Dolphin" (Fairstein) – 2:47
7. "Age of Loneliness" (Carly's Song) (Curly) – 5:22
8. "Out from the Deep" (Curly) – 4:53
9. "The Cross of Changes" (Curly) – 2:23

### Edição especial limitada
(Lançada em 21 de novembro de 1994, com remixagens adicionais.)
10. "Return to Innocence (Long & Alive Version)" (Curly M.C.) – 7:07
11. "Age of Loneliness (Enigmatic Club Mix)" (Curly M.C.) – 6:23
12. "The Eyes of Truth (The Götterdämmerung Mix)" (Curly M.C.) – 7:18

### Singles (solos)
- 1993 – "Return to Innocence" (Virgin Schallplatten GmbH)
- 1994 – "Age of Loneliness" (Virgin Records)
- 1994 – "The Eyes of Truth" (Virgin Records)
- 1994 – "Out from the Deep" (Virgin Records)

## Membros
Michael Cretu e Sandra Cretu foram com o projeto desde o começo. Outros músicos que tinham trabalhado previamente ao lado de Cretu, na produção de álbuns do grupo são : Peterson Frank, David Fairstein e Peter Cornelius. Atualmente o único co-produtor de Cretu é Jens Gad.
Os cantores que foram influentes em canções do Enigma são: "The Angel X", que forneceu os vocais para “Return to Innocence”, um grande hit do projeto, quase conquistando o mesmo sucesso que a famosa Sadeness. Ruth-Ann Boyle e Andru Donalds em "The Screen Behind the Mirror" e "Voyageur". Louisa Stanley e Elisabeth Houghton emprestaram também suas vozes em “The Voice of Enigma” e “Knocking On Forbidden Doors”. Por isso, Enigma não é uma banda, e sim um projeto musical, os artistas são convidados somente para participarem de determinados álbuns e não do projeto em si.

## Desempenho nas Paradas Musicais e Certificações
| Lista (Dic. 1993-Feb. 1994) | Posición más alta | Certificación                      |
| --------------------------- | ----------------- | ---------------------------------- |
| Alemanha                    | 5                 | platina (BMieV: 1996)              |
| Austrália                   | 2                 |                                    |
| Áustria                     | 5                 |                                    |
| Estados Unidos              | 9                 | 2× platina (RIAA: maio de 1996)    |
| Europa                      | 2                 | platina (IFPI: 1996)               |
| França                      | 9                 | ouro (SNEP: 1994)                  |
| Itália                      | 19                |                                    |
| Noruega                     | 5                 |                                    |
| Nova Zelândia               | 1                 |                                    |
| Países Baixos               | 7                 |                                    |
| Reino Unido                 | 1                 | 2× platina (BPI: setembro de 2003) |
| Suécia                      | 3                 |                                    |
| Suíça                       | 4                 |                                    |

| Ano  | Singles               | Posição  | Posição                   | Posição     | Posição | Posição | Posição | Posição       | Posição |
| Ano  | Singles               | Alemanha | Estados Unidos            | Reino Unido | Suíça   | França  | Itália  | Países Baixos |         |
| ---- | --------------------- | -------- | ------------------------- | ----------- | ------- | ------- | ------- | ------------- | ------- |
| 1993 | «Return to Innocence» | 5        | 4 (The Billboard Hot 100) | 3           | 5       | 7       | 6       | 8             | 2       |
| 1994 | «The Eyes of Truth»   | —        | —                         | 21          | —       | —       | —       | 38            | —       |
| 1994 | «Age of Loneliness»   | —        | —                         | 21          | —       | 10      | —       | 40            | —       |
| 1994 | «Out from the Deep»   | —        | —                         | —           | —       | —       | —       | —             | —       |